# François Grudé de La Croix du Maine
François Grudé de La Croix du Maine (latinisiert: Crucimanius) (* 1552 in Le Mans; † 1592 in Tours) war ein französischer Bibliograf und Lexikograf.

## Leben und Werk
Nach dem Vorbild der Bibliotheca universalis, sive Catalogus omnium scriptorum locupletissimus in tribus linguis Latina, Graeca & Hebraica (1545) des Conrad Gessner entwarf La Croix du Maine das Projekt einer Bibliographie aller bis dato in französischer Sprache publizierten Bücher. Er studierte an der Sorbonne und erarbeitete sich, im Kontakt mit dem Mäzen René de Voyer Vicomte de Paulmy (1539–1586) aus dem Adelsgeschlecht Voyer, die nötigen bibliographischen Informationen durch eine Korrespondenz, die von Michel Simonin als „gigantisch“ bezeichnet wird. 1584 publizierte er auf 600 Seiten den ersten Band seiner Bibliothèque françoise, in der 2194 Autoren in der alphabetischen Reihenfolge ihres Vornamens mit Kurzbiographie und Buchangaben behandelt werden. Zu weiteren Veröffentlichungen kam es nicht, weil La Croix du Maine 1592 in Tours von religiösen Fanatikern ermordet wurde.
Dass seine Idee in der Luft lag, erkennt man daran, dass nahezu gleichzeitig Claude Fauchet 1581 ein Lexikon mittelalterlicher Autoren auf französischem Boden publizierte, und vor allem daran, dass 1585 Antoine Du Verdier seinerseits und ohne Kenntnis von La Croix du Maine eine eigene Bibliothèque mit gleicher Zielsetzung veröffentlichte, die 4730 Einträge zählte. Jean-Antoine Rigoley de Juvigny (1709–1788) gab 1772 beide Werke (mit Zusätzen aus weiteren Quellen) in sechs Bänden (mit Index der Familiennamen) heraus, die 1969 nachgedruckt wurden und derzeit in Gallica kostenfrei eingesehen werden können. An der Universität Tours läuft seit 2016 das Projekt einer Informatisierung der ursprünglichen Ausgaben des 16. Jahrhunderts.

## Werke
- Premier volume de la Bibliothèque du sieur de La Croix Du Maine, qui est un catalogue général de toutes sortes d’autheurs qui ont escrit en françois depuis cinq cents ans et plus jusques à ce jour d’huy... A. L’Angelier, Paris 1584.
  - Les bibliothèques françoises de La Croix-du-Maine et de Du Verdier. Nouvelle édition... par M. Rigoley de Juvigny. 6 Bände. Saillant et Nyon, Paris 1772–1773. Graz 1969.